# トーマス・メニーノ
トーマス・マイケル・メニーノ（Thomas Michael Menino、1942年12月27日 - 2014年10月30日）は、アメリカ合衆国の政治家。1993年から2014年まで、イタリア系で初めてボストン市長を務めた。その5期にわたる在職期間は過去最長である。

## 経歴
ハイドパーク近郊のリードビルに生まれる。チェンバレン・ジュニアカレッジで学び (AA、Business Management、1963) 、その後マサチューセッツ大学ボストンで学んだ (BA、Community Planning、1988) 。1993年にアイルランド系アメリカ人以外で初めてボストン市長に選出される。2009年11月に行われた市長選でも勝利を収めたことで、ボストン史上最長となる5期目の任期をスタートさせた。
2012年12月14日にコネティカット州でサンディフック小学校銃乱射事件が起こると、マイケル・ブルームバーグニューヨーク市長とともに『Mayors Against Illegal Guns（違法銃器に反対する市長連合）』の中心的人物となった。
2013年3月に次回の市長選に立候補しない意向を表明し、2014年1月の任期満了をもって退任した。
2014年3月、メニーノは原因不明の進行性のがんと診断されたことを公表した。がんはすでに肝臓やリンパ節に転移しており、ボストンの病院で強力な科学療法を受け始めたことも告白した。しかし、同年10月23日にがん治療を中止したことを明らかにし、10月30日に亡くなった。71歳であった。
葬儀はハイドパークの教会で執り行われたが、招待客の名簿などはあらかじめメニーノ自身によって作成されていた。葬儀にはメニーノの後任のマーティ・ウォルシュ市長やマサチューセッツ州のデバル・パトリック知事をはじめ、ビル・クリントン元大統領、ジョー・バイデン副大統領、ジョン・ケリー国務長官、ナンシー・ペロシ下院野党院内総務（肩書きはいずれも当時）などが参列した。
私生活では、妻のアンジェラ・ファレットラとハイドパークで暮らしていた。スーザンとトーマス・ジュニアの二人の子供がいる。